# Агония (фильм)
«Аго́ния» — двухсерийный советский художественный фильм режиссёра Элема Климова, снятый по сценарию Семёна Лунгина и Ильи Нусинова. В основе сюжета находятся личность Григория Распутина и заговор с целью его убийства. В роли Распутина — Алексей Петренко.

## История создания
Фильм начал сниматься в 1966 году — к 50-летию Октябрьской революции — режиссёром А. Эфросом по пьесе А. Н. Толстого «Заговор императрицы». Однако затем И. Пырьев, руководитель объединения «Луч» (Мосфильм), передал фильм на доделку Э. Климову. Климов решил отказаться от экранизации пьесы Толстого, назвав её «картонной вещью», попросив написать новый сценарий А. Володина. Володин отказался. И тогда Климов обратился с тем же предложением к И. Нусинову и С. Лунгину (авторам сценария одного из его предыдущих фильмов — «Добро пожаловать, или Посторонним вход воспрещён»).

В мае 1966 года «Луч» утвердил заявку на сценарий Нусинова и Лунгина «Святой старец Гришка Распутин» («Мессия»). В августе на худсовете он обсуждался под новым названием — «Антихрист» — и представлял собой фарс. По словам Климова: 
«Фильм задумывался в фарсовом ключе. Причем у нас были сразу как бы два Распутина. Один — подлинный, поданный как бы в реалистическом ключе. Другой — Распутин фольклорный, Распутин легендарный. Образ этого фольклорного Распутина складывался из самых невероятных слухов и легенд, анекдотов, которые в своё время ходили про Распутина в народе. Тут всё было преувеличено, шаржировано, гротескно».
30 августа 1966 года сценарий был представлен на утверждение в Главную сценарно-редакционную коллегию (ГСРК).
Комитет по кинематографии сценарий не утвердил, мотивируя это тем, что в нём слишком много «клубнички», что «нельзя бить царизм по альковной линии» и что недопустимо показывать Распутина «в богатырских тонах», «чуть ли не как Пугачёва», — и фильм был закрыт.
Осенью 1967 года в комитет был представлен новый, переработанный вариант сценария под окончательным названием «Агония». Фильм во второй раз был запущен в производство. Однако через десять дней опять был закрыт.
В 1971 году вышел голливудский фильм «Николай и Александра», что подтолкнуло советских идеологов снять свой «контрпропагандистский» фильм по «царской» теме и побыстрее выпустить его в прокат.
Нам представляется, — что этот фильм может стать ответом махровым антисоветчикам, сделавшим немало и в литературе, и в кино для реабилитации царизма и извращения подлинной истории.
В третий раз фильм начал сниматься в 1973 году по разрешению нового начальника Госкино Ф. Ермаша. Во время съёмок фильм удлинился и стал двухсерийным. Съёмки закончились в 1974 году, а в чистовой редакции фильм был готов в 1975 году.
Однако к прокату фильм допущен не был и в 1978 году был возвращён Климову на доработку.
В 1981 году «Агония» была продана за рубеж, показана во Франции, США, других странах. На кинофестивале в Венеции картина получила приз ФИПРЕССИ (1982) и Гран-при «Золотой орёл» — во Франции (1985).
На советском экране «Агония» появилась лишь весной 1985 года.

## Сюжет
Российская империя, 1916 год. Фильм начинается с цитаты из публикации В. И. Ленина:

«Первая революция и следующая за ней контрреволюционная эпоха (1907—1914), обнаружила всю суть царской монархии, довела её до „последней черты“, раскрыла всю её гнилость, гнусность, весь цинизм и разврат царской шайки с чудовищным Распутиным во главе её…»
Россия ведёт кровопролитную войну. Изнутри страну разъедают коррупция и полицейский произвол, подступают голод и разруха, растёт недовольство народных масс. Крестьянин из Тобольской губернии, старец и целитель Григорий Распутин приобрёл огромное влияние при царском дворе. Председатель Думы Родзянко умоляет царя избавиться от проходимца, но Николай II отвечает, что пусть всё решится само собой. Императрица Александра Фёдоровна молится на Распутина (в её покоях висит икона старца), только он спасает заговорами малолетнего цесаревича от припадков. Распутин кутит в ресторанах, устраивает дикие оргии. Вокруг него вьются аферисты, вроде Андроникова и Мануса, шпионы охранки, женщины, находящиеся под воздействием чар целителя. К нему непрерывной чередой идут просители, несут подношения. Общение авантюриста с царским двором происходит через подругу императрицы Анну Вырубову.
Дело доходит до того, что Распутин начинает решать кого назначить на министерские посты. Благодаря его влиянию царь посещает Думу, хотя ранее отказывался от общения и выступал за её роспуск. Дом Распутина навещают церковные иерархи. В гневе они насылают проклятья на голову Распутина и призывают его немедленно покинуть столицу. Тем временем, вес при дворе приобретает целитель Пётр Бадмаев. Он предлагает избавиться от Григория. Распутин, узнав, что ему запрещено появляться при дворе, уходит пешком, с котомкой. Однако императрице становится плохо и целителя возвращают. Во время одного из «откровений» старец бормочет что-то о Барановичах, в результате царь даёт одобрение на наступление, обернувшееся одним из самых кровопролитных поражений в войне. Во время заседания Думы пламенную речь в защиту монархизма и направленную против Распутина произносит депутат Пуришкевич. После, он и его сторонники договариваются о покушении на Распутина. Князь Феликс Юсупов заманивает Григория к себе во дворец, якобы для лечения супруги. Съев пирожных, отравленных цианистым калием, и выпив мадеры с синильной кислотой, Распутин остаётся жив. Его расстреливает Юсупов и добивает Пуришкевич. Картина заканчивается сценой похорон. Небольшая группа людей, состоящая из царской семьи и семьи Распутина, хоронит убитого, опуская гроб в могилу, дно которой покрывает грязная вода. Скорбящая Александра Фёдоровна заявляет супругу: «Ненавижу эту страну». Приближался революционный 1917 год, дни российской монархии были сочтены...
Сцены фильма перемежаются вставками документального текста диктора за кадром об истории дома Романовых, появлении Распутина при дворе.

## В ролях
- Алексей Петренко — Григорий Распутин
- Анатолий Ромашин — император Николай II
- Велта Лине — императрица Александра Фёдоровна
- Алиса Фрейндлих — Анна Александровна Вырубова, ближайшая подруга императрицы Александры Федоровны
- Леонид Броневой — Иван Фёдорович Манасевич-Мануйлов, журналист, агент охранки, друг эсеров, дамский угодник и личный секретарь Григория Распутина
- Михаил Данилов — князь Михаил Андроников (озвучивает Вениамин Смехов)
- Борис Иванов — доктор Лазоверт
- Александр Романцов — князь Феликс Феликсович Юсупов
- Юрий Катин-Ярцев — Владимир Митрофанович Пуришкевич, черносотенец
- Павел Панков — Игнатий Порфирьевич Манус, банкир и финансист
- Нелли Пшённая — Сашенька, баронесса
- Михаил Светин — Даниил Терехов, агент "охранки"
- Владимир Осенев — Борис Владимирович Штюрмер, гофмейстер и "старик"
- Алла Майкова — Лидия Владимировна Никитина, фрейлина Их Величеств
- Сергей Мучеников — великий князь Дмитрий Павлович
- Александр Павлов — Сухотин, один из заговорщиков и поручик
- Борис Романов — Балашов (озвучивает Александр Вокач)
- Пётр Аржанов — Иван Логгинович Горемыкин, председатель совета министров
- Аркадий Аркадьев — Михаил Владимирович Родзянко, председатель Государственной думы
- Владимир Райков — Алексей Николаевич Хвостов, министр внутренних дел
- Байтен Омаров — Пётр Бадмаев, доктор тибетской медицины (озвучивает Артём Карапетян)
- Афанасий Тришкин — Маклаков
- Галина Никулина — певунья
- Сергей Свистунов — Алексей Алексеевич Брусилов, командующий Юго-Западным фронтом
- Иван Пальму — Михаил Васильевич Алексеев, начальник Генштаба
- Владимир Эренберг — иерарх
- Анатолий Гаричев — отец Иаков
- Анатолий Солоницын — полковник, муж баронессы
- Пантелеймон Крымов — лакей
- Микаэла Дроздовская — женщина в свите Распутина
- Валентина Талызина — Аглая Акилина
- Шавкат Абдусаламов — помощник Бадмаева
- Овсей Каган — Алексей Ермолаевич Эверт, командующий Западным фронтом
- Лев Лемке — Натансон, журналист
- Оскар Линд — секретарь, счетовод
- Сергей Голованов — Алексей Андреевич Поливанов, военный министр
- Сергей Карнович-Валуа — генерал
- Людмила Полякова — Параскева, жена Распутина
- Земфира Жемчужная — Варя, цыганка из хора в ресторане
- Наталья Беспалова — Матрёна, дочь Распутина
- Анна Судакевич — графиня Головина
- С. Шадров — Дмитрий, сын Распутина
- Николай Лиров — наследник
- Алексей Ванин — воспитатель наследника
- Георгий Тейх — Дмитрий Рубинштейн, банкир
- Анатолий Равикович — проситель
- Геннадий Воропаев — генерал
- Александр Калягин — авторский текст (рассказчик)
- Татьяна Агафонова — девица из компании Распутина (в титрах не указана)

## Съёмочная группа
- Режиссёр: Элем Климов
- Оператор: Леонид Калашников
- Сценарист: Семён Лунгин, Илья Нусинов
- Монтажер: Валерия Белова
- Композитор: Альфред Шнитке
- Звукооператор: Борис Венгеровский
- Дирижёр: Эри Клас
- Художники:
  - Шавкат Абдусаламов
  - Сергей Воронков
- Костюмы: Татьяна Вадецкая
- Музыкальный редактор: Мина Бланк
- Пение за кадром: Валентина Пономарёва

## Расхождение с фактами
Расхождения с фактами, не влияющие на художественную и историческую ценность картины:
- На протяжении всего фильма Анна Вырубова расхаживает размашистой величавой походкой, а один раз даже возит в кресле-каталке императрицу, лишь один раз жалуется Распутину на боль. На самом деле, в 1916 году Вырубову саму возили на кресле-каталке, а самостоятельно она могла передвигаться лишь на костылях, так как за год до этого, в 1915 году, попала в крупную железнодорожную аварию, где получила увечья такой тяжести, что все ожидали её скорой смерти. Она выжила, но до конца жизни проходила на костылях и с палочкой[4][5][6].
- В фильме показывается, как знаменитая минеральная вода «Кувака» черпается из какой-то сомнительной ямы человеком в противогазе. Будучи налитой в стеклянный стакан, вода показывается явно мутной и имеющей отталкивающий запах. Однако в 1915 году горный инженер А. И. Дрейер описывал эту воду в самых восторженных фразах: «Вода Кувака „Гремучий родник“ не только превосходна в физическом отношении, но безупречна в химическом, санитарном и во всех других отношениях, являясь водой кристаллически прозрачной, абсолютно бесцветной, без малейшего запаха, с приятным освежающим вкусом, лишённой каких-либо бактерий и с минимальным, для лучших питьевых вод, минеральным составом»[7]. В фильме также показывается, что вода добывалась где-то в пригороде Петрограда, хотя на самом деле — в пензенском имении В. Н. Воейкова.
- В конце фильма показывается могильная яма, залитая мутной водой. Когда гроб с Распутиным опускают в эту могилу, то раздаётся громкий всплеск. На самом деле Распутина хоронили посреди морозной зимы — в конце декабря (начале января по новому стилю) — и, судя по дневниковой записи Николая II, тем днём стоял мороз 12 градусов[8]. Ночью же и утром (время похорон) мороз, как правило, ещё крепче, чем днём. В такой мороз в могиле не могло оказаться воды, да ещё в таких количествах.
- В сцене похорон Распутина явно виден цесаревич Алексей со своим «дядькой». Однако, по воспоминаниям очевидцев, наследника престола на похоронах не было[6][9].
- Наступление под Барановичами было предпринято не в зимнее время, а летом 1916 года.
- в сцене, когда Распутин в рубище идет ко дворцу, российский флаг висит вверх ногами

## Художественные приёмы в фильме
- Вставки из чёрно-белых документальных съёмок 1900-х годов дополняются опять же чёрно-белыми кадрами из ранних советских художественных фильмов. Таким образом авторы фильма создают иллюзию документальности в показе расстрела демонстрации 9 января 1905 года (Кровавого воскресенья).
- В фильме есть сцена, где Николай II сидит в тёмной комнате, проявляя фотографии. Она сопровождается врезками событий Ходынки, русско-японской войны, Кровавого воскресенья, революции 1905 года с перечислением количества "жертв царизма". Красное освещение фотокомнаты используется для создания визуальной психологической ассоциации с одним из прозвищ императора — «Николай Кровавый».
- В титрах соответствующих кадров фильма наряду с именами части персонажей указываются их прозвища (чаще всего уничижительного характера).